# Solid (label)
Pour les articles homonymes, voir Solid.
Solid est un label de musique créé en 1995 par Etienne de Crécy, Pierre-Michel Levallois et Alex Gopher. À l'époque, Etienne de Crécy et Alex Gopher sont ingénieurs du son et Etienne de Crécy a déjà sorti deux maxis avec Motorbass. La première référence du label est le Gopher EP d'Alex, qu'ils vendent en faisant du porte à porte dans les boutiques parisiennes. Dès cette première référence, le visuel est travaillé : la pochette est gravée sur de l'aluminium (le grand-père d'Alex Gopher a inventé le procédé). En 1996, le label fait parler de lui avec le projet d'Etienne de Crécy Super Discount sur lequel participent Philippe Zdar, Alex Gopher ou Air, et qui sera encensé par la presse spécialisée anglo-saxonne. 
Durant les trois années suivantes, le label publiera les maxis et les albums d'Alex Gopher et de Cosmo Vitelli. En 2000, c'est au tour d'Etienne de Crécy de publier son premier véritable album solo mais la véritable surprise provient de la publication de l'album de Thierry Stremler, c'est un album de chanson française. Ce sera, avec le deuxième album de Cosmo Vitelli, les dernières publications autres que celles d'Etienne de Crécy et d'Alex Gopher. Étienne ne voulant pas sortir des disques sur lequel il n'aurait pas le temps de se consacrer pleinement.
Ces dernières années le label a sorti le projet Wuz d'Alex Gopher et Demon et le second volet de Super Discount. 
Un sous label Poumtchak a été créé en 1997, sur lequel sortiront des maxis d'Etienne sous le nom de Mooloodjee, et de divers artistes (Demon, Wuz...).

## Discographie

### Album
- 1997 - Etienne de Crécy - Super Discount
- 1998 - Cosmo Vitelli - Video
- 1999 - Alex Gopher - You, My Baby & I
- 2000 - Thierry Stremler - Tout Est Relatif
- 2000 - Etienne de Crécy - Tempovision
- 2002 - Alex Gopher with Demon Presents - Wuz
- 2002 - Etienne de Crécy - Tempovision Remixes
- 2003 - Cosmo Vitelli - Clean
- 2004 - Etienne de Crécy - Super Discount 2